# Dżibuti na Mistrzostwach Świata w Lekkoatletyce 2015
Dżibuti na Mistrzostwach Świata w Lekkoatletyce 2015 – reprezentacja Dżibuti podczas Mistrzostw Świata w Pekinie liczyła 4 mężczyzn.

## Występy reprezentantów Dżibuti
| Konkurencja                   | Zawodnik               | Runda 1  | Runda 1 | Półfinał | Półfinał | Finał    | Finał   |
| Konkurencja                   | Zawodnik               | Rezultat | Pozycja | Rezultat | Pozycja  | Rezultat | Pozycja |
| ----------------------------- | ---------------------- | -------- | ------- | -------- | -------- | -------- | ------- |
| Bieg na 1500 m                | Youssouf Hiss Bachir   | 3:44,48  | 32.     | NQ       | NQ       | NQ       | NQ      |
| Bieg na 1500 m                | Ayanleh Souleiman      | DNF      | DNF     | NQ       | NQ       | NQ       | NQ      |
| Bieg na 1500 m                | Abdi Waiss Mouhyadin   | 3:38,66  | 8. q    | 3:46,82  | 23.      | NQ       | NQ      |
| Bieg na 3000 m z przeszkodami | Mohamed Ismail Ibrahim | DNS      | DNS     | —        | —        | NQ       | NQ      |